# Иван-Труд
Иван-Труд — деревня в Западнодвинском районе Тверской области России. Входит в состав Ильинского сельского поселения.

## География
Деревня расположена в южной части района. Ближайший населённый пункт — деревня Краснополье.
Расстояния (по автодорогам):
- До районного центра, города Западная Двина — 73 км
- До центра сельского поселения, посёлка Ильино — 21 км

## История
Деревня Иван-Труд впервые упоминается на топографической карте Фёдора Шуберта, изданной в 1865 году.
На карте РККА, изданной в 1941 году обозначена деревня Иван-Труд. Имела 14 дворов.
В 1995—2005 годах деревня входила в состав упразднённого в настоящее время Васьковского сельского округа.

## Население
| 2010 |
| ---- |
| 30   |

В 2002 году население деревни составлял 31 человек.
Национальный состав
Согласно результатам переписи 2002 года, в национальной структуре населения русские составляли 97 % от жителей.